# Richard Sprigg
Richard Sprigg Jr. (* um 1769 im Prince George’s County, Province of Maryland; † 1806 in Charleston, South Carolina) war ein britisch-amerikanischer Jurist und Politiker. Zwischen 1796 und 1802 vertrat er zwei Mal den Bundesstaat Maryland im US-Repräsentantenhaus.

## Werdegang
Richard Sprigg war ein Neffe des Kongressabgeordneten Thomas Sprigg (1747–1809). Sowohl sein genaues Geburts- als auch sein Sterbedatum sind nicht überliefert. Auch über seine Jugend und Schulzeit ist nichts bekannt. Er muss aber Jura studiert haben, weil er später als Jurist arbeitete. In den Jahren 1792 und 1793 saß Sprigg im Abgeordnetenhaus von Maryland. Ende der 1790er Jahre schloss er sich der damals von Thomas Jefferson gegründeten Demokratisch-Republikanischen Partei an.
Nach dem Rücktritt des Abgeordneten Gabriel Duvall wurde Sprigg bei der fälligen Nachwahl für den zweiten Sitz von Maryland als dessen Nachfolger in das damals noch in Philadelphia tagende US-Repräsentantenhaus gewählt, wo er am 5. Mai 1796 sein neues Mandat antrat. Nach einer Wiederwahl konnte er bis zum 3. März 1799 im Kongress verbleiben. Bei den Kongresswahlen des Jahres 1800 wurde er erneut im zweiten Wahlbezirk seines Staates in den inzwischen in der neuen Bundeshauptstadt Washington, D.C. zusammentretenden Kongress gewählt, wo er am 4. März 1801 die Nachfolge von John Chew Thomas antrat. Dieses Mandat übte er bis zu seinem Rücktritt am 11. Februar 1802 aus. Anschließend war Sprigg Richter am Maryland Court of Appeals. Er starb im Jahr 1806 in Charleston.